# Walter Slotosch
Walter Karl Slotosch (* 23. April 1911 in Königshütte, Provinz Schlesien; † 2006) war ein deutscher Ökonom, Wirtschaftsjournalist und -publizist.

## Leben
Slotosch wurde als Sohn eines Industriellen in Oberschlesien geboren. Er studierte Rechts- und Staatswissenschaften an der Technischen Hochschule Danzig, der Technischen Hochschule Berlin, der Universität Genf und der Universität Greifswald. 1935 wurde er an der Universität Breslau mit der Dissertation Die Bedeutung der Außenwirtschaft für das heutige Polen zum Dr. rer. pol. promoviert. Danach war er Assistent an der Technischen Hochschule Darmstadt.
Von 1938 bis 1942 war er als Abteilungsleiter am Deutschen Institut für Konjunkturforschung in Berlin tätig.
Von 1945 bis 1951 war er Regierungsrat am Bayerischen Statistischen Landesamt in München. 1948 wurde er Leiter der volkswirtschaftlichen Abteilung des Ifo Instituts für Wirtschaftsforschung in München.
Er war 1951 bis 1965 Leiter der Wirtschaftsredaktion der Süddeutschen Zeitung in München und Wirtschaftskommentator des Bayerischen Rundfunks. Als einziger Journalist der Bundesrepublik erhielt er 1952 eine Zulassung auf der Moskauer Weltwirtschaftskonferenz. Bei der Süddeutschen Zeitung führte er in den 1950er Jahren einen Konjunkturbericht ein. Außerdem verfasste er Leitartikel. Darüber hinaus nahm er u. a. an einem Kulturaustauschprogramm in die USA teil.
Er war auch Teilnehmer beim Bergedorfer Gesprächskreis zu Fragen der freien industriellen Gesellschaft der Körber-Stiftung.
Slotosch war verheiratet und Vater von drei Kindern. Er lebte in Grünwald bei München.

## Werk und Rezeption
Unter den deutschen Wirtschaftsjournalisten war er ein erfolgreicher Publizist. Slotosch gilt als entschiedener Anhänger einer Stabilitätspolitik. Sein im Verlag Kurt Desch erschienenes Sachbuch Das Geld, mit dem wir leben müssen. Die Deutsche Mark 1950–2000 (1971) wurde durch den Spiegel-Wirtschaftsredakteur Leo Brawand teils kritisch rezensiert: „Ein interessantes Buch also für zumindest Eingelesene auf diesem Fachgebiet. Der Laie […] dagegen wird nach der Fülle der Zahlen und Fakten versucht sein, alle Ersparnisse vom Konto abzuheben, um sie schnell noch zu verjubeln.“ Insbesondere kritisierte er in diesem Zusammenhang Slotoschs Nörgeleien an der D-Mark und seine allgegenwärtigen „Kassandra-Kolumnen“ in der Süddeutschen Zeitung.

## Auszeichnungen
- 1965: Karl-Bräuer-Preis des Bundes der Steuerzahler[10]
- Bayerischer Verdienstorden[4]

## Schriften (Auswahl)
- Die Aussenwirtschaftspolitik, eine Schicksalsfrage für das heutige Polen. Eine wirtschaftspolitische Studie (= Volkswirtschaftliche und finanzwissenschaftliche Zeitfragen. Band 4). P. Moser, Berlin 1935.
- Index der Investitionen. Methode und Ergebnisse (= Schriftenreihe des Instituts für Wirtschaftsforschung München. Nr. 2). Hrsg. vom Institut für Wirtschaftsforschung, München 1949.
- Das Geld, mit dem wir leben müssen. Panorama der Weltinflation. Die Deutsche Mark 1950–2000. Desch, München u. a. 1971, ISBN 3-420-04633-2.